# Pantydia sordida
Pantydia sordida là một loài bướm đêm trong họ Erebidae.